# Cykl Piłata
Cykl Piłata – określenie grupy wczesnochrześcijańskich pism, zaliczonych do apokryfów, w których centralną rolę odgrywa Poncjusz Piłat. Utwory z cyklu Piłata informowały o losach osób związanych z męką Jezusa.

## Ogólna charakterystyka

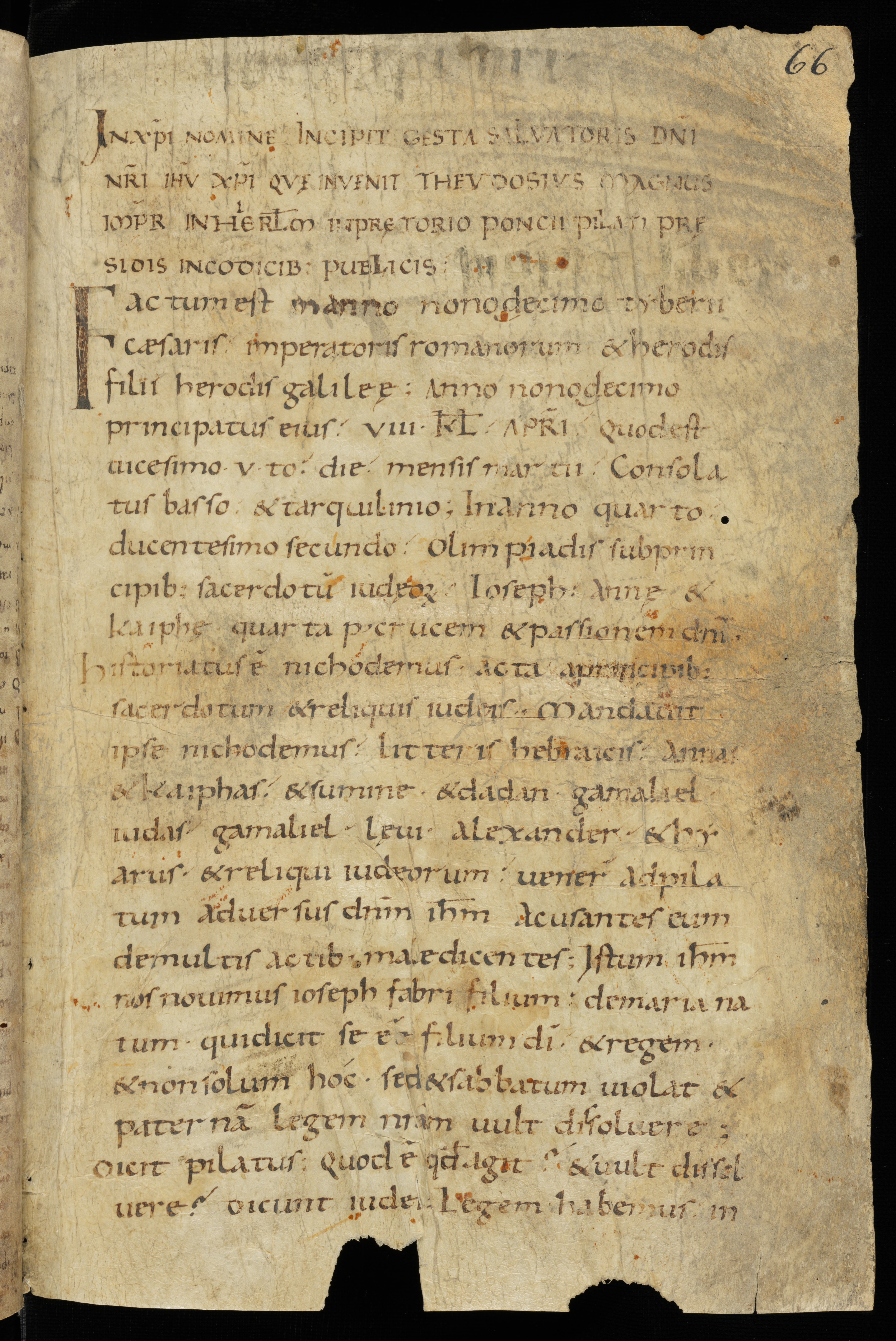
Rękopis Ewangelii Nikodema z IX/X w.

Główne wątki dla apokryfów cyklu Piłata to: raport Piłata (zawierający m.in. opis cudów, śmierci i zmartwychwstania Jezusa), zemsta Boga nad sprawcami śmierci Jezusa i Jana Chrzciciela, uzdrowienie Tyberiusza i Tytusa dzięki veraikonowi, dzieje dobrego łotra i niewielkie zainteresowanie Judaszem. Utwory te przybierają formę dokumentów, wspomnień, listów i opowiadań. Zwykle powstały w języku greckim lub łacińskim, jednakże w niektórych apokryfach występuje informacja o rzekomym przekładzie z języka oryginalnego, jakim miał być hebrajski.
Najistotniejszą postacią cyklu Piłata jest Poncjusz Piłat, przedstawiony dwojako: bądź to pozytywnie (stał się chrześcijaninem, zginął śmiercią męczeńską), bądź negatywnie (otrzymał słuszną karę za niesprawiedliwy wyrok). Nikodem jest ukazany jako ukryty uczeń Jezusa, podobnie Gamaliel. Józef z Arymatei miał z kolei zostać uwięziony i cudownie uwolniony. Rozszerzono historię dobrego i złego łotra oraz Longinusa (także nazywanego Petroniuszem). Weronika miała otrzymać od Jezusa jego wizerunek, co ewoluowało w średniowieczu w opowieść o otarciu twarzy Jezusowi i znalazło odbicie w szóstej stacji drogi krzyżowej. Cesarze: Tyberiusz i Tytus zostali pokazani jako nawróceni w wyniku cudownych uzdrowień.

## Apokryfy cyklu Piłata
- Ewangelia Nikodema
- Wyroki na Jezusa
- korespondencja Piłata (Raport Piłata, Wydanie Piłata, List Tyberiusza do Piłata, List Piłata do Tyberiusza, korespondencja Piłata i Heroda)
- Zemsta Zbawiciela
- Męczeństwo Piłata
- Uzdrowienie Tyberiusza
- Opowiadanie Józefa z Arymatei
- List Lentulusa
- apokryfy syryjskie (List Jakuba do Kwadratusa, Świadectwa Ursyniusza)[3]